# کن یوریی
کن یوریی (انگلیسی: Ken Yorii؛ زادهٔ ۲۶ آوریل ۱۹۸۴) بازیکن فوتبال اهل ژاپن است.
از باشگاه‌هایی که در آن بازی کرده‌است می‌توان به باشگاه فوتبال ماتسوموتو یاماگا اشاره کرد.